# Indexation (mécanique)
Pour les articles homonymes, voir Indexation.
En mécanique, l'indexation désigne le fait d'imposer des orientations précises à un dispositif. Il s'agit en général de faire tourner un objet d'un angle précis, d'un n-ième de tour.
Le but de l'indexation peut être :
- d'améliorer la lisibilité ; c'est le cas par exemple d'une montre dont les aiguilles sont toujours en face des marques et donc ont un mouvement saccadé et non continu, ou bien d'un afficheur à cylindre qui montre toujours un chiffre ;
- de mettre un objet en face d'un dispositif pour son traitement ou son transfert ; par exemple, un plateau tournant supporte plusieurs objets et doit présenter successivement chaque objet en face d'un poste opératoire, ou bien un projecteur de cinéma doit présenter des images fixes successivement dans le couloir de projection ;
- pour réaliser un compteur, comme pour une caisse enregistreuse mécanique ou la pascaline, un compteur manuel, et de manière générale les calculateurs et afficheurs mécaniques.

Exemple de dispositifs d'indexation : cliquet, sautoir, cylindre cannelé de Leibniz, croix de Malte, cames conjuguées, moteur pas-à-pas.

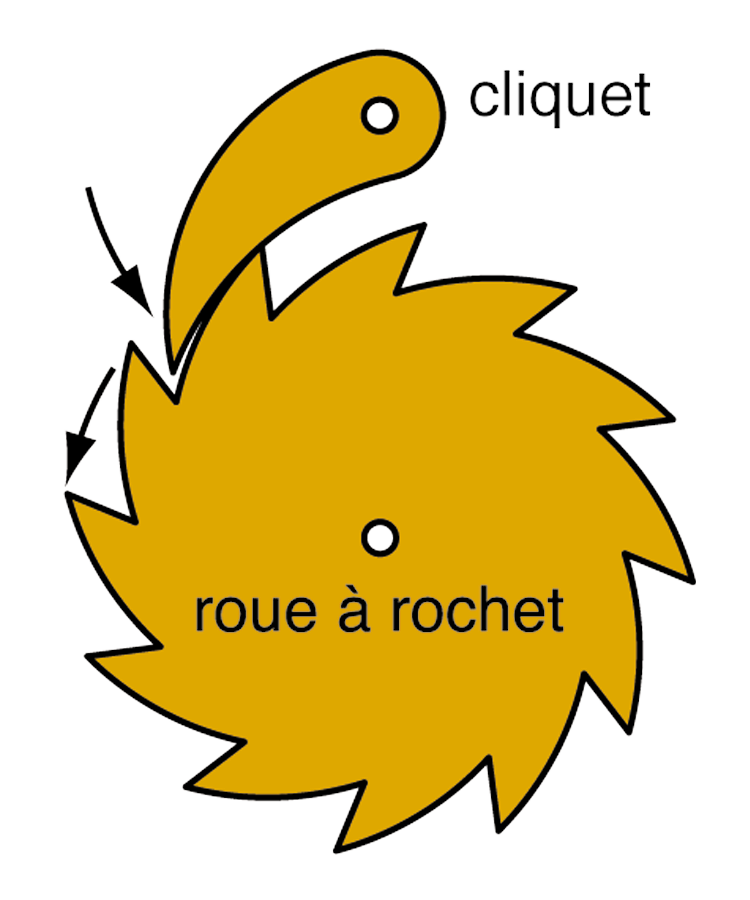
Cliquet
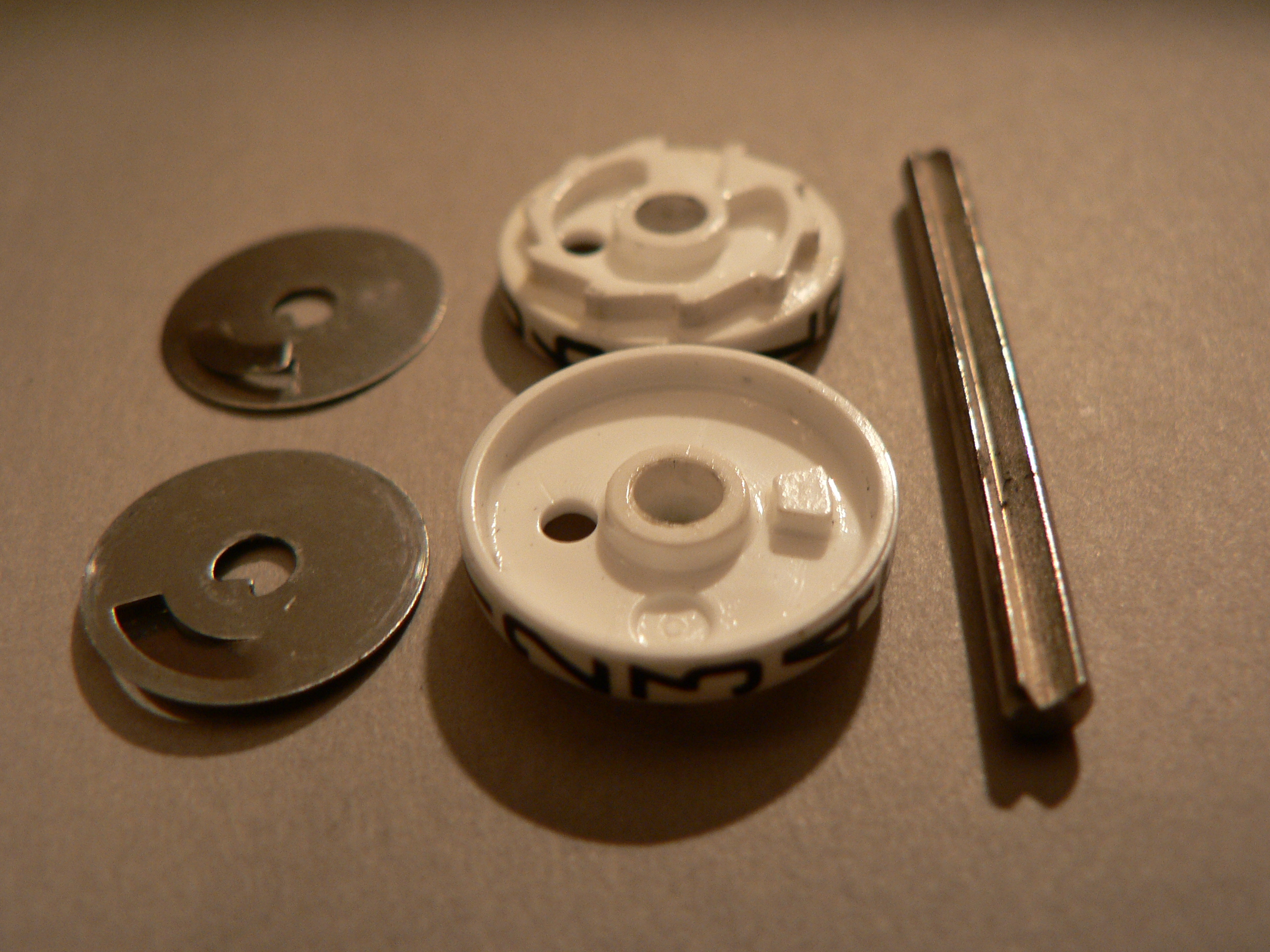
Indexation par came (compteur manuel)
Indexation par croix de malte